# Marco Piccinini
Marco Piccinini (Roma, 2 luglio 1952) è un dirigente d'azienda italiano naturalizzato monegasco.

## Biografia
Figlio di Arnaldo Piccinini, imprenditore nel campo dell'elettronica coi marchi Voxson e Videocolor e banchiere. 
Vive a Monaco sin da giovane, dove si dedica alla finanza e alle auto da corsa. Per tale motivo dal 1977 al 1988 riveste il ruolo di direttore sportivo della Scuderia Ferrari. 
Dal 1998 al 2008 è stato, invece, presidente delegato della FIA.
Dal 2011 al 2012 è stato ministro dell'economia del Principato di Monaco, carica ricoperta nuovamente dal 2023 al 2024.
È stato consigliere d'amministrazione della Ferrari N.V.